# فرزند ارشد
فرزند ارشد یا اول‌زاده (به مالایالم: Aadyathe Kanmani) و (به انگلیسی: Firstborn) فیلمی هندی محصول سال ۱۹۹۵ و به کارگردانی راجاسنان است. در این فیلم بازیگرانی همچون جایارام، سودا رانی، بیجو منون، چیپی رنجیت، کی.پی.ای.سی. لالیتا، جاناردانان و جاگاتی اسریکومار ایفای نقش کرده‌اند.